# Nachum Admoni

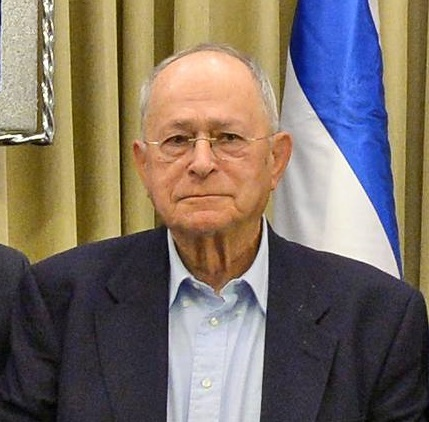
Nachum Admoni 2015

Nachum Admoni (hebräisch נחום אדמוני; * 21. November 1929 in Jerusalem) war von 1982 bis 1989 Direktor des israelischen Geheimdienstes Mossad.

## Leben
Admoni wurde in einer polnischstämmige Familie geboren. Zunächst besuchte er das Rehavia Gymnasium. Er war Mitglied der Shai während des Unabhängigkeitskrieges im Jahr 1948. Er war danach bis 1949 in den Israelischen Streitkräften.
Nach dem Krieg studierte Admoni bis 1954 an der Berkeley-Universität in den USA. Nach seiner Rückkehr nach Israel machte er Karriere im Mossad. Unter Jitzchak Chofi als Mossad-Direktor war er seit 1976 dessen Stellvertreter.
Am 12. September 1982 trat Admoni die Nachfolge Chofis an. Eigentlich war Generalmajor Yekutiel Adam für den Posten vorgesehen, dieser fiel aber im Libanonkrieg. In seine Amtszeit fielen die Affären um Mordechai Vanunu, der am 30. September 1986 vom Mossad in Italien nach Israel entführt wurde, und Jonathan Pollard, der als israelischer Spion in den USA enttarnt und festgenommen wurde. Ebenso war der Mossad in dieser Zeit in die Iran-Contra-Affäre verwickelt. Als 1989 verschiedene grobe Fehler während Operationen von Mossad-Agenten bekannt wurden, trat Admoni von seinem Amt zurück.
Am 28. August 2006 wollte Ehud Olmert Admoni zum Vorsitzenden der später sogenannten Winograd-Kommission ernennen, die das Verhalten der israelischen Regierung während des Libanonkriegs 2006 untersuchen sollte. Am 17. September 2006 verkündete man jedoch, dass Admoni nicht Teil der Kommission werden sollte.